# 灘区

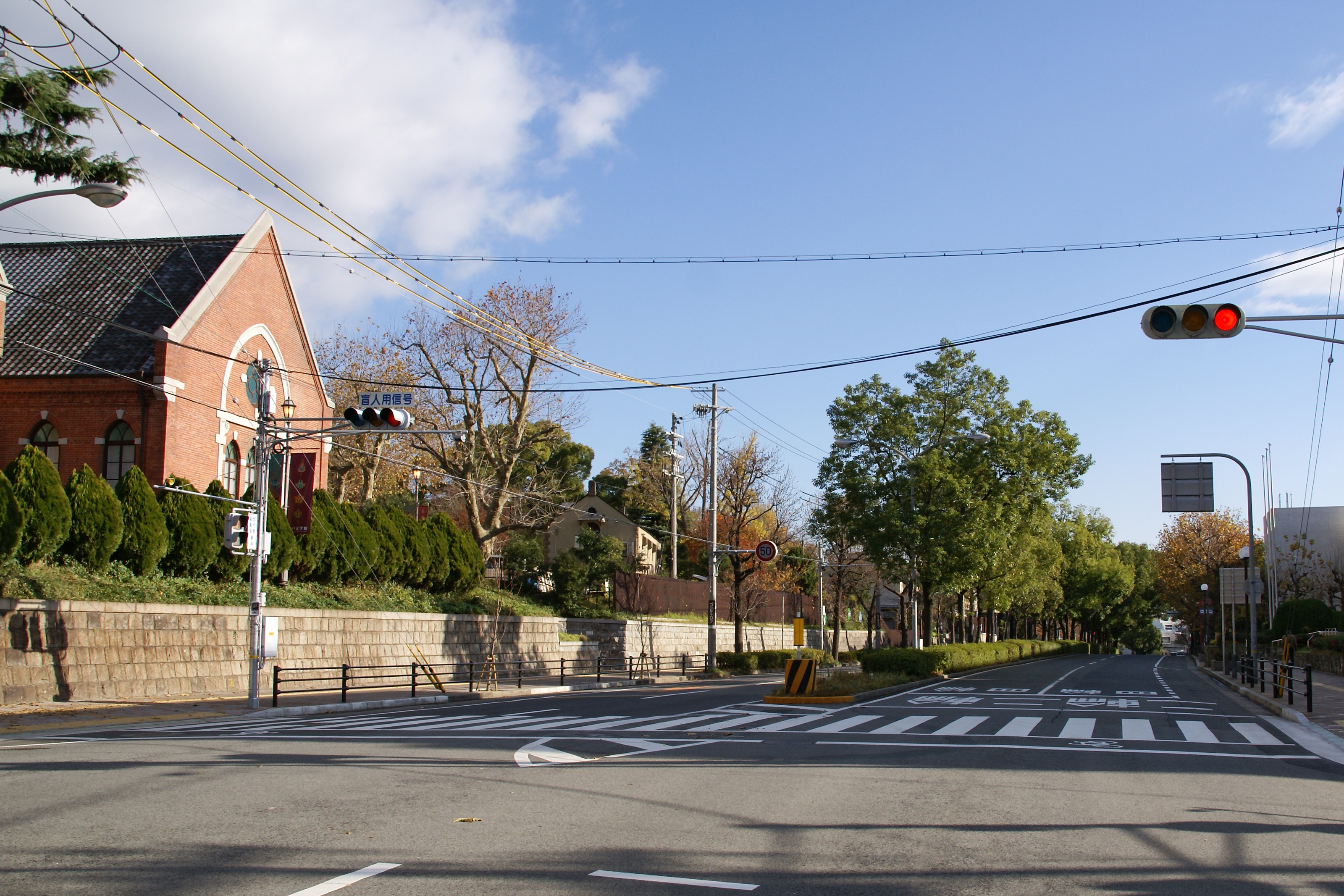
原田通

灘区（なだく）は、神戸市を構成する9区のうちの一つで、同市の東部に位置する。
東灘区や西宮市と同様、西郷などの酒蔵が有名である。沢の鶴などの本社は灘区内である。

## 地理
神戸市の東部に位置し、北に摩耶山、六甲山を擁し、南は大阪湾に面する。東は石屋川が流れる。六甲山系の北麓は加古川水系に含まれる。
- 山：摩耶山、長峰山
  - 六甲山山頂は東灘区に所在だが、スキー場、六甲山牧場、六甲山ホテル等は灘区に所在。
- 河川：石屋川、西郷川、都賀川、高羽川、観音寺川、（加古川水系）地獄谷、石楠花谷

### 隣接している区
- 中央区、北区、東灘区

## 歴史
- 1905年（明治38年）4月12日 - 阪神電気鉄道開業。東明（後に新在家と改称）[注釈 1]、新在家（廃駅）、大石、岩屋の各駅を設置。
- 1917年（大正6年）12月1日 - 国鉄灘駅開業
- 1920年（大正9年）7月16日 - 阪神急行電鉄開業。当初は 六甲駅のみを設置。
- 1925年（大正14年）1月6日 - 摩耶ケーブル線開業。
- 1927年（昭和2年）7月1日 - 阪神国道線開業。同時に阪神電鉄本線西灘駅開業。
- 1929年（昭和4年）4月1日 - 現在の当区に相当する地域が神戸市に編入合併。（後述）
- 1930年（昭和5年）9月16日 - 市バス須磨-桜口間開業
- 1931年（昭和6年）9月1日 - 現在の当区に相当する地域に、市制に基づく『灘区』を設置[注釈 2]。
- 1931年（昭和6年）9月22日 - 六甲ロープウエイ開業。1944年に戦時不急線として撤去。
- 1932年（昭和7年）3月10日 - 六甲ケーブル開業
- 1934年（昭和9年）7月20日 - 国鉄吹田-須磨間電化と同時に六甲道駅開業
- 1936年（昭和11年）4月1日 - 阪神急行電鉄、三宮（当時は『（阪急）神戸駅』。『三宮駅』を経て現在の神戸三宮駅）延伸開業に併せて、三宮へ向かう新線と従前の神戸駅（上筒井駅と改称）へ向かう線（上筒井線。1940年5月20日廃止）の分岐点に西灘駅（現在の王子公園駅）を新設。
- 1938年（昭和13年）7月3-5日 - 阪神大水害
- 1941年（昭和16年）1月16日 - 市電上筒井-原田間開業。
- 1947年（昭和22年）6月11日 - 昭和天皇が灘区に行幸（昭和天皇の戦後巡幸）。下賜された木曽御料林（長野県）産ヒノキで作られた戦災復興住宅を視察[1]。
- 1953年（昭和28年）10月1日 - 市電、将軍通（1944年6月1日）、六甲口（1949年7月25日）までの部分開業を経て六甲口-石屋川間開業。市電石屋川線全線開業。
- 1967年（昭和42年）7月9日 - 集中豪雨により青谷町で家屋が倒壊。警察官らが救助にあたっていたところに山津波（土石流）が発生、巻き込まれた8人が下流の青谷第一ダムまで押し流されて4人が死亡、6人が重軽傷[2][3]。
- 1969年（昭和44年）3月22日 - 市電石屋川線廃止
- 1974年（昭和49年）3月17日 - 阪神国道線廃止
- 1995年（平成7年）1月17日 - 阪神・淡路大震災
- 2004年（平成16年）5月6日 - 区役所が現在の場所に移転
- 2016年（平成28年）3月26日 - 六甲道-灘間に摩耶駅開業

### 行政区画の変遷
- 1929年（昭和4年）4月1日 - 神戸市が武庫郡西郷町・西灘村の各全域・六甲村の大部分[注釈 3]を編入。同区域に本区を設置。
- 1972年（昭和47年）6月1日 - 東灘区の一部（住吉町五介山・住吉町西谷山・本山町岡本の各一部）、兵庫区の一部（山田町下谷上・山田町上谷上・有野町唐櫃の各一部）を編入。同区域に六甲山町が起立。

## 人口
- 1935年　128,186
- 1940年　155,498
- 1945年　70,636
- 1947年　97,505
- 1950年　114,401
- 1955年　138,214
- 1960年　155,360
- 1965年　168,976
- 1970年　170,791
- 1975年　157,891
- 1980年　142,313
- 1985年　133,745
- 1990年　129,578
- 1995年　97,473
- 2000年　120,518
- 2005年　128,050
- 2010年　133,451
- 2015年　136,088
- 2020年　136,747

## 灘区の地名
六甲地区
- 記田町
- 桜口町
- 徳井町
- 友田町
- 中郷町
- 浜田町
- 備後町
- 深田町
- 大和町
- 赤松町
- 一王山町
- 楠丘町
- 高徳町
- 桜ケ丘町
- 曾和町
- 高羽
- 高羽町
- 土山町
- 寺口町
- 永手町
- 日尾町
- 宮山町
- 森後町
- 八幡町
- 山田町
- 弓木町
- 大月台
- 篠原
- 篠原台
- 水車新田
- 鶴甲
- 六甲台町
- 稗原町
- 琵琶町
- 六甲町
- 大土平町
- 篠原伯母野山町
- 篠原北町
- 長峰台
- 神前町
- 篠原中町
- 篠原本町
- 篠原南町
- 烏帽子町

西郷地区
- 大石北町
- 大石東町
- 大石南町
- 新在家北町
- 新在家南町
- 灘浜東町

西灘地区
- 摩耶海岸通
- 岩屋北町
- 岩屋中町
- 岩屋南町
- 岩屋
- 灘浜町
- 灘南通
- 船寺通
- 摩耶埠頭
- 味泥町
- 都通
- 泉通
- 大内通
- 岸地通
- 倉石通
- 水道筋
- 中原通
- 灘北通
- 赤坂通
- 天城通
- 上野
- 上野通
- 青谷町
- 王子町
- 城内通
- 城の下通
- 原田通
- 福住通
- 国玉通
- 高尾通
- 畑原
- 畑原通
- 原田
- 摩耶山町
- 箕岡通
- 薬師通
- 大石
- 五毛
- 五毛通
- 高尾通
- 将軍通
- 神ノ木通
- 千旦通
- 上河原通
- 下河原通
- 鹿ノ下通

六甲山地区
- 六甲山町

## 行政
- 区長:丹本 陽（令和4年4月就任）

## 機関・施設

### 警察
- 灘警察署

### 消防
- 灘消防署

## 経済

### 産業
- 清酒醸造業：灘五郷のうち、「西郷」がある（なお、「中郷（現在の御影郷）」の西半分は隣接する東灘区の御影地区に属するが、このうち御影塚町に酒蔵を構える神戸酒心館等の一部の蔵元については、当区に所在する新在家駅が最寄り駅の場合がある）。

## 地域

### 健康
- 中井病院
- 医療法人愛和会金沢病院
- 神戸海星病院
- 国家公務員共済組合連合会六甲病院
- 医療法人昭生病院
- 吉田アーデント病院
- 医療法人康雄会 西病院
- 田所病院

### 教育

#### 大学
- 神戸大学 六甲台地区キャンパス
- 神戸松蔭女子学院大学
- 神戸海星女子学院大学

#### 高等学校
- 兵庫県立神戸高等学校
- 私立六甲学院高等学校
- 私立神戸海星女子学院高等学校
- 私立松蔭高等学校
- 私立親和女子高等学校

#### 中学校
| - 神戸市立鷹匠中学校 - 神戸市立烏帽子中学校 - 神戸市立長峰中学校 | - 神戸市立上野中学校 - 神戸市立原田中学校 - 私立六甲学院中学校 | - 私立松蔭中学校 - 私立親和中学校 - 私立神戸海星女子学院中学校 |

#### 小学校
| - 神戸市立成徳小学校 - 神戸市立高羽小学校 - 神戸市立鶴甲小学校 - 神戸市立西郷小学校 - 神戸市立西灘小学校 | - 神戸市立六甲小学校 - 神戸市立灘小学校 - 神戸市立稗田小学校 - 神戸市立美野丘小学校 | - 神戸市立摩耶小学校 - 神戸市立福住小学校 - 神戸市立六甲山小学校 - 神戸市立灘の浜小学校 - 私立神戸海星女子学院小学校 |

#### 特別支援学校
- 神戸市立青陽灘高等支援学校
- 神戸市立灘さくら支援学校

#### 各種学校
- 関西国際学園 神戸校
  - 関西インターナショナルスクール 神戸校

### 小中学校区
- 校区一覧

### 集合住宅

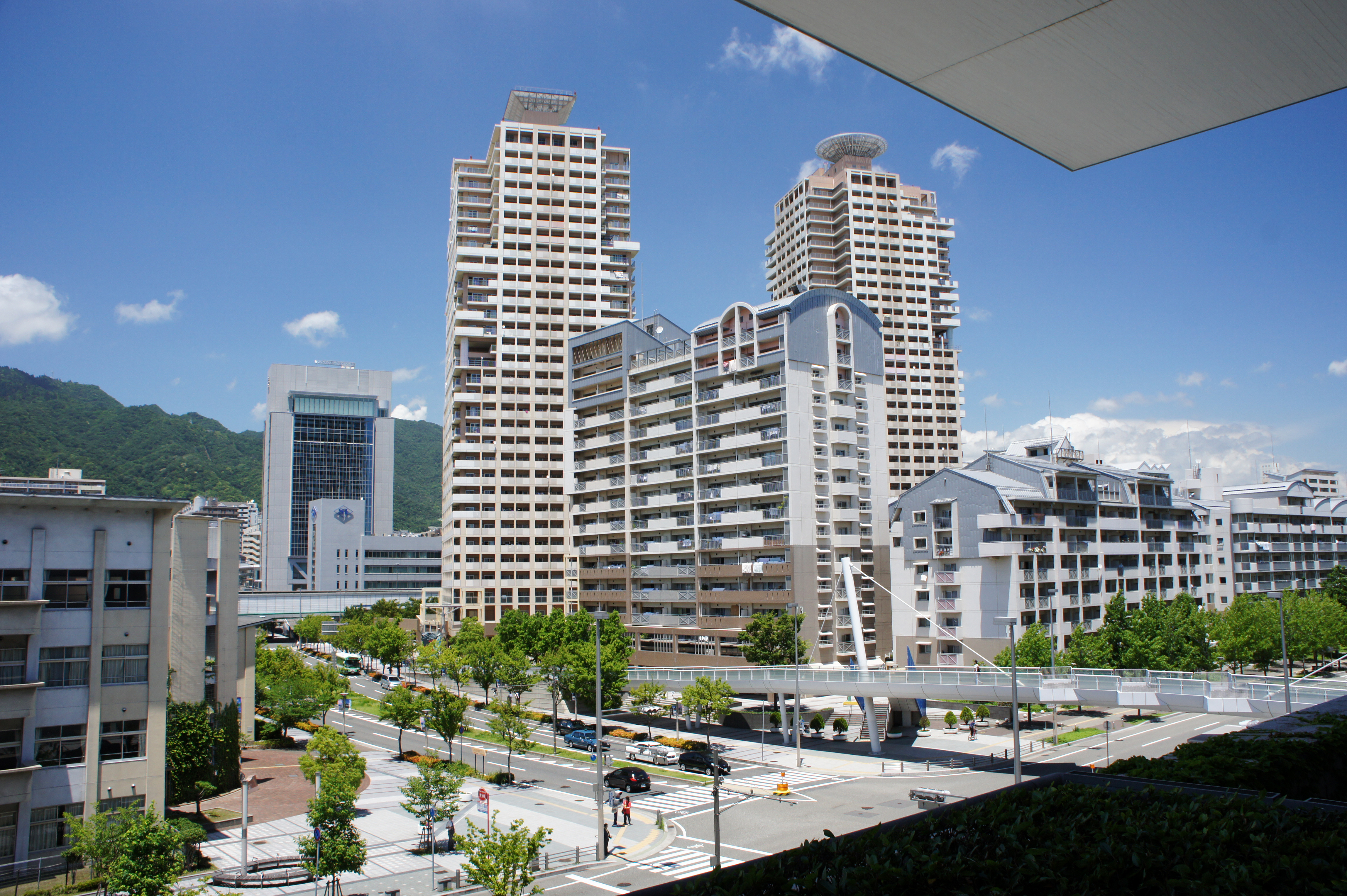
HAT神戸灘の浜のタワーマンション。

近年は再開発の影響で区内に大規模マンションや超高層マンションが相次いで建てられた。主な集合住宅は以下の通り。

#### 超高層マンション
- ウェルブ六甲道
- ラ・トゥール六甲
- ワコーレ神戸灘タワー

#### 大規模マンション
- 鶴甲コーポ
- 摩耶シーサイドプレイス
- リビオ六甲高羽ガーデンスクエア

#### 住宅団地
- 都市再生機構グリーンヒルズ六甲（六甲団地を建て替えた住宅団地）
- 都市再生機構ルネシティ新在家南町
- 都市再生機構フレール六甲桜ヶ丘
- 都市再生機構HAT神戸・灘の浜
- 都市再生機構ルゼフィール岩屋中町
- 県営篠原北町住宅
- 県営楠丘住宅
- 県営岩屋北住宅
- 県営灘の浜住宅
- 市営泉住宅
- 市営岩屋北住宅
- 市営大石東住宅
- 市営神前住宅
- 市営新在家南住宅
- 市営灘北住宅
- 市営HAT神戸・灘の浜住宅
- 上組大石社宅
- シマブンコーポレーション神戸岩屋社宅

かつて存在した住宅団地
- 住宅・都市整備公団六甲団地（建て替えられ「グリーンヒルズ六甲」となった）
- 市営高羽住宅（マネジメント計画による市営住宅再編のため閉鎖された）
- 市営桜ヶ丘住宅（同上）

## 交通

### 鉄道路線
垂水区、東灘区とともに、区内を市営地下鉄が通過していない。
西日本旅客鉄道（JR西日本）
- 東海道本線（JR神戸線）：六甲道駅 - 摩耶駅 - 灘駅

阪急電鉄（阪急）
- 神戸本線：六甲駅 - 王子公園駅

阪神電気鉄道（阪神）
- 阪神本線：新在家駅 - 大石駅 - 西灘駅 - 岩屋駅

六甲摩耶鉄道
- 六甲ケーブル

神戸すまいまちづくり公社
- 六甲有馬ロープウェー
- 摩耶ケーブル
- 摩耶ロープウェー

また、山陽新幹線が区内を通るが、駅はない。なお、区内はすべて六甲トンネルの区間内である。

### 道路
高速自動車国道
- 区内は路線なし。

阪神高速道路
- 3号神戸線

一般国道
- 国道2号
- 国道43号
- 国道171号（区内は2号重複）

主要県道
- 兵庫県道16号明石神戸宝塚線
- 兵庫県道95号灘三田線
  - 六甲有料道路（主要県道95号の有料区間）

その他の県道
- 兵庫県道198号東灘停車場線

神戸市道有料道路
- ハーバーハイウェイ

その他広域幹線道路
- 山手幹線
- 摩耶大橋

### バス
- 神戸市バス – 六甲山・摩耶山地区を除く区内全域で運行。担当営業所は主に石屋川営業所。
- 阪神バス – 阪神国道（国道2号）上を走る。神戸税関前〜阪神西宮駅・HAT神戸間の路線を運行。
- 六甲山上バス – 六甲山観光が運行。
- 六甲摩耶スカイシャトルバス – 六甲山観光と阪急バスが運行。六甲ケーブル山上駅〜摩耶ロープウェー山上駅間を結ぶ。神戸市バス26系統（旧）の代替。
- みなと観光バス（神戸市） – JR灘駅から摩耶ケーブル方面へ向かう坂バスや、JR六甲道から阪急御影方面への路線を運行。

灘区は神戸市9区では東灘区、長田区、垂水区とともに神姫バスの路線が乗り入れていない区でもある。

### 船舶
- 摩耶埠頭

## 名所・旧跡・観光スポット・祭事・催事
- 兵庫縣神戸護國神社
- 六甲八幡神社
- 西求女塚古墳（国の史跡）
- 河内国魂神社（五毛天神）
- 十善寺
- 王子公園
  - 神戸市立王子動物園
  - 旧ハンター住宅（国の重要文化財）
  - 神戸市立王子スポーツセンター（神戸市王子スタジアムを含む。）
- 神戸文学館（旧関西学院チャペル）
- 兵庫県立美術館 原田の森ギャラリー
- 沢の鶴資料館
- BBプラザ
  - BBプラザ美術館
- 西郷川河口公園
- 六甲山
  - 神戸市立六甲山牧場 - 神戸チーズ館等
  - 六甲山カンツリーハウス
    - 六甲山スノーパーク（12月頃〜翌年3月頃までの期間営業）

  - 六甲ガーデンテラス
  - ホール・オブ・ホールズ六甲
  - 山の小美術館（RCNキューブ）
  - 六甲高山植物園
  - 神戸市立自然の家
  - 六甲山神社
  - 雲が岩・六甲比命神社・心経岩
- 摩耶山
  - 忉利天上寺 - 新西国三十三箇所観音霊場第22番
  - 掬星台（きくせいだい）
  - 摩耶自然観察園
  - 摩耶山歴史公園

## 出身有名人
- 朝倉次郎（川崎汽船社長）
- 朝日清孝（関西ジャニーズJr）
- 網浜直子
- 加田裕之（法務大臣政務官）
- 國光宏尚（実業家、gumi』創業者・ファウンダー代表取締役会長）
- Ryoji（ケツメイシ）[注釈 4]
- 澤田太郎（大丸松坂屋百貨店社長、現在の自宅は須磨区）
- 戸田恵梨香
- 藤岡みなみ
- 桂枝雀[注釈 5]
- 松本大樹（映画監督）
- 三浦拓也 (DEPAPEPE)
- 吉阪俊蔵
- 山田真哉（公認会計士・作家）
- 冨岡周（ラグビー選手）
- 藤川祥虎 (テクノミュージシャン・DJ)

## 灘区の街と山口組
日本最大の指定暴力団「山口組」の総本部は高級住宅地の灘区篠原本町にある。総本部の周辺では灘区役所と兵庫県警、周辺住民による「山口組総本部退去運動」が一時は活発であった。